# 亨德森 (喬治亞州)
亨德森（英語：Henderson）是位於美國喬治亞州查塔姆縣的一個人口普查指定地區。

## 地理
亨德森的座標為32°00′15″N 81°16′04″W / 32.00417°N 81.26778°W，而該地最高點為海拔高度5米（即15英尺）。

## 人口
根據2010年美國人口普查的數據，亨德森的面積為4.70平方千米，當中陸地面積為4.50平方千米，而水域面積為0.20平方千米。當地共有人口1647人，而人口密度為每平方千米350人。